# Acquaviva
Acquaviva es un castello (municipio) de San Marino cuya población es de 2104 habitantes a mayo de 2013, siendo su territorio de 4,86 km². Limita con los municipios de Borgo Maggiore y San Marino (San Marino) y con las comunas italianas de San Leo y Verucchio.

## Geografía
Tiene 2.145 habitantes (mayo de 2018) en un área de 4,86 km². Limita con los municipios sanmarinenses de Borgo Maggiore y San Marino y con los municipios italianos de San Leo y Verucchio.
En su territorio hay dos sitios importantes para San Marino. El primero, la roca de Baldasserona, se considera el lugar del Titán donde se detuvo por primera vez San Marino. En la roca, que de hecho es una gran fisura, se considera el primer refugio del fundador de San Marino. De hecho, para San Marino, es precisamente en este punto donde comenzó su historia. Otro lugar que ha marcado la historia de San Marino es el monte Cerreto. Al pie de la colina, fue la información con la que el Santo bautizó a los primeros cristianos de la comunidad Titano, y de ahí el nombre de "Acquaviva". Por último, los documentos históricos atestiguan que "el Cerreto Castello di Monte", identificado con Acquaviva, en 885 se emitió el "Placito Feretrano", el documento más antiguo de la República de San Marino.

### Subdivisiones
Acquaviva está dividido en dos curazie:
- Gualdicciolo
- La Serra